# 長縄まりあのまりありうむ
『長縄まりあのまりありうむ』（ながなわまりあのまりありうむ）は、2020年5月24日からニコニコ動画とYouTubeの声優グランプリにて配信されているインターネットラジオ番組。パーソナリティは声優の長縄まりあ。

## 番組概要
- 「長縄が好きなものに囲まれて暮らしているマンションの一室から、巷の出来事や流行のファッションなどを発信する」という設定[1]。

- 番組名の由来は「長縄まりあ」に「～の場所、空間」を意味する英語の「arium」をくっつけたもの。「長縄まりあらしくいられる長縄まりあだけの空間」という意味である[2]。

## 更新日程
2020年5月24日-
隔週日曜12時（日曜日昼過ぎ）

## コーナー
ASまりあーる
長縄まりあが様々な音をASMRで届けるコーナー。
まりあキッチン
お菓子が大好きな長縄まりあがお菓子を研究するコーナー。またの名を「つまみ食いのコーナー」とラジオで言っている。
ファッションリーダーまりあ
原宿系のファッションリーダー・まりあが皆のファッションに物申すコーナー。
サボテンのコーナー
長縄まりあの部屋に置かれているサボテン目線で話すコーナー。
一日署長まりあ
困っていることや悩んでいることを募集しオリジナルの標識を考えるコーナー。
心躍れカチカチの心に潤いを
カチカチに乾燥してしまった長縄まりあに潤いを与えられるようなエピソードを募集するコーナー。第37回でコーナー終了。
ウィスパーボイスでお知らせ
リスナーから長縄まりあにウィスパーボイスで読み上げてほしいお知らせや広告を募集するコーナー。会員限定放送のみのコーナーだったが本編に昇格された。

## イベント
すっぽん本°渡×長縄まりあのまりありうむ ~Maria Birthday Party~
2020年8月9日にYMCAアジア青少年センター スペースYホールにて開催。出演者は本渡楓と長縄まりあ。
しゃかりきちゃん×すっぽん本°渡×長縄まりあのまりありうむ〜合同イベント〜
2020年12月27日にYMCAアジア青少年センター スペースＹホールにて開催。出演者は高田憂希と千本木彩花と本渡楓と長縄まりあ。
すっぽん本°渡×長縄まりあのまりありうむ〜Kaede Birthday Party〜
2021年3月6日に科学技術館サイエンスホールにて開催。出演は本渡楓と長縄まりあ。
本渡楓のオシゴトラジオ×長縄まりあのまりありうむ〜Maria Birthday Party〜
2021年8月8日にYMCAアジア青少年センター スペースYホールにて開催。出演者は本渡楓と長縄まりあと桑原由気。

## 会員限定放送
後半部分はニコニコ動画の声優グランプリチャンネル会員限定となっている。
第1回から第26回までのタイトルは「ヒミツの大草原」となっており、第27回からは「おまけコーナー」となっている。